# Història de Fes

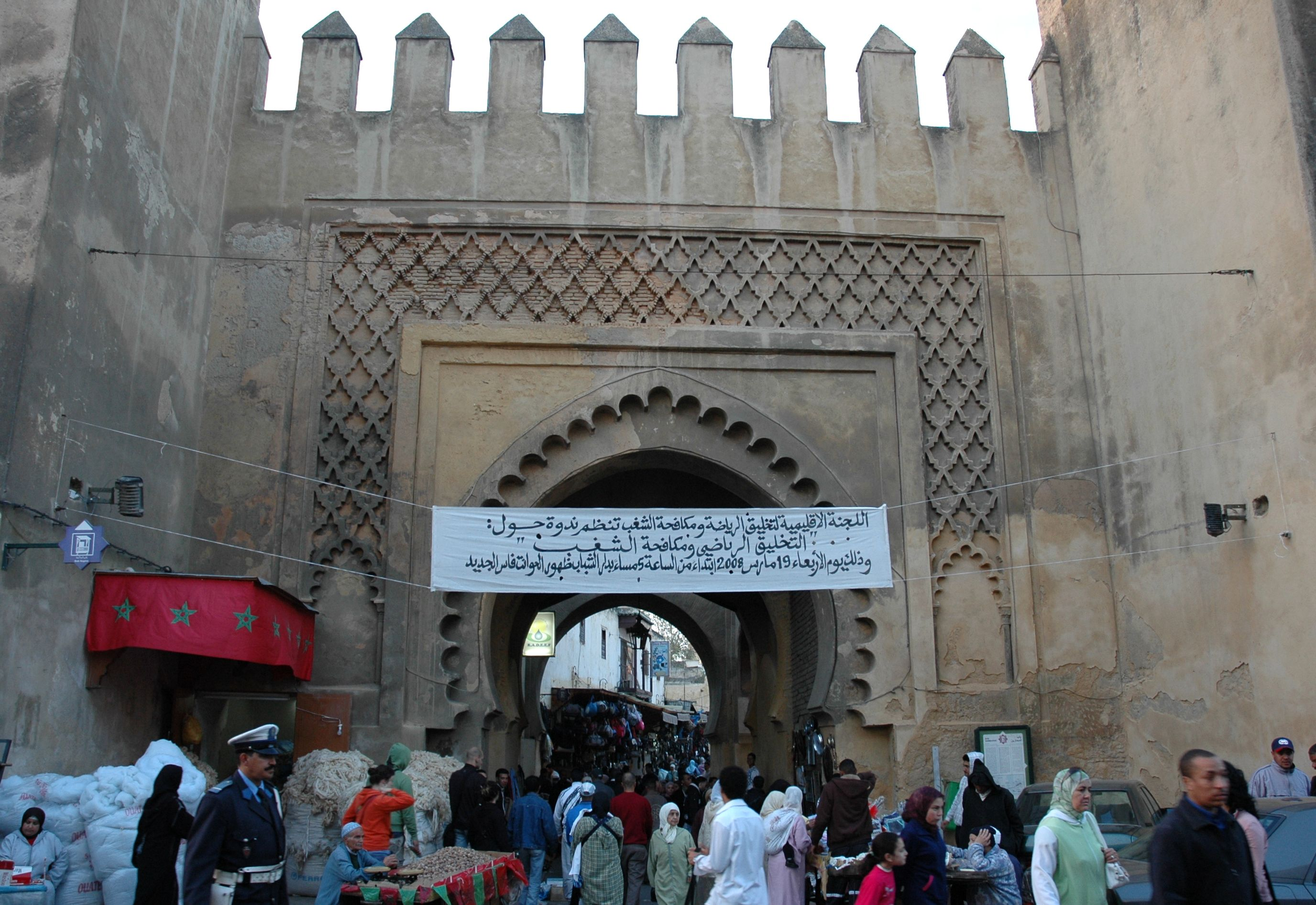
Bab el-Semarine, segle XIV

La història de Fes va des de la fundació de la ciutat al segle viii o ix fins a l'actualitat.
La tradició diu que fou fundada per Idris II ben Idris el 4 de gener del 808 a la riba dreta del uadi Fas i al cap d'un any solar el 22 de desembre de 808, va fundar una segona vila a la riba esquerra. Però segons una altra tradició més antiga i més probable, Idris I ben Abd Allah va fundar la ciutat (Madinat Fas) a la riba dreta el 789 i el seu fill Idris ben Idris va fundar uns vint anys després la de la riba esquerra (al-Aliya).
Del 980 al 1012 va estar sota protecció dels omeies de Còrdova. Llavors va passar als amazics zenata (Emirat maghrawa de Fes). Les dues viles bessones van ser rivals fins a l'arribada dels almoràvits; el cap almoràvit Yusuf ibn Tashfin la va conquerir el 1069 (segons la tradició però potser una mica després) unint les dues ciutats en una i la van governar (vers 1075-1145). El 1145 un setge dels almohades va acabar amb la conquista i destrucció parcial de la ciutat, que ràpidament va tornar a créixer.

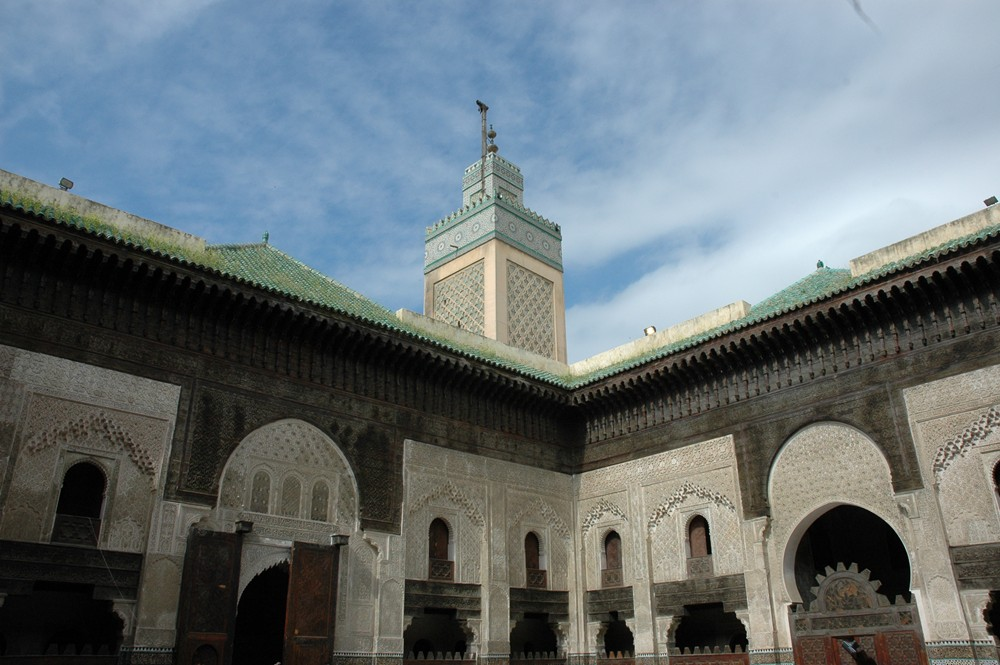
Madrassa Bou Inania, 1350-1355

El 1248 va passar als marínides que en van fer la seva capital. Abu Yusuf (1258-1286) va construir una nova vila reial a l'oest de la vella el 21 de març de 1276 amb el nom de Madinat al-Bayda (Vila Blanca) però coneguda com a Fas al-Djadid (Nova Fes). La ciutat estava emmurallada, i aquestes defenses foren reforçades al segle xvi. El 1465 va ser teatre d'un intent de restauració dels idríssides.
- Palau reial de Fes, 1320
- Madrassa Bou Inania de Fes
- Mellah de Fes és el barri jueu més important i més antic del Marroc, establert el 1438

Els marínides van donar pas als wattàssides.
- Ahmad al-Wansharisi, jurista mor en 1508

Els sadites, que des del 1524 dominaven Marràqueix i el 1547 van atacar Fes que van ocupar amb complicitats interior el 28 de gener de 1549. La capital va restar a Marràqueix. El 7 de gener de 1554 va donar suport al pretendent wattàssida Abu Hassun que va expulsar els sadites de la ciutat amb suport d'una força turca vinguda d'Alger, però la situació fou de curta durada i els sadites van recuperar la ciutat el setembre de 1554 morint Abu Hassun que havia expulsat als turcs.

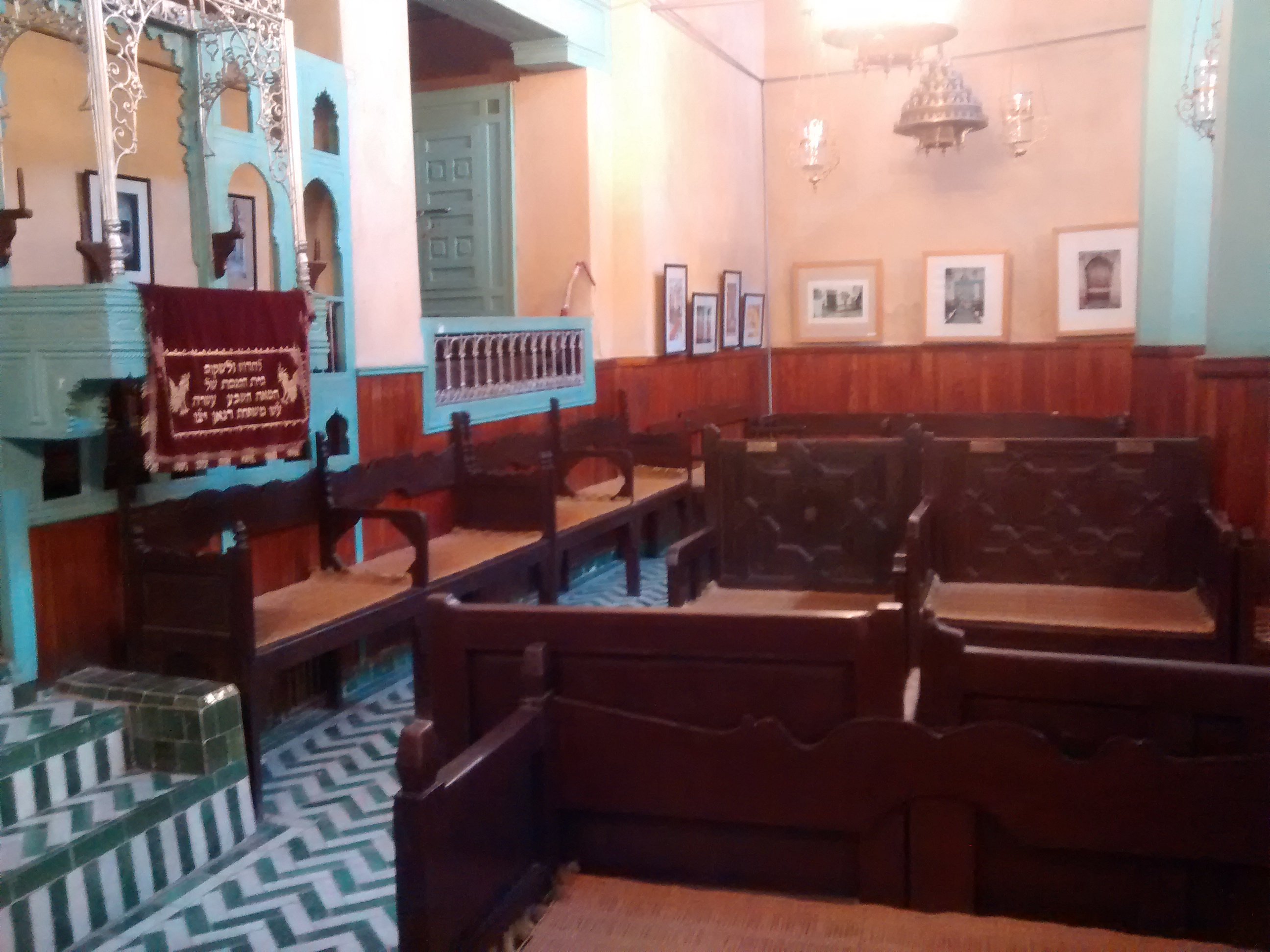
Sinagoga Ibn Danan, segle XVII

El sultà Ahmad al-Mansur va morir a Fes el 25 d'agost de 1603 i els seus fills es van disputar la successió obrint un període de guerres que va durar seixanta anys. Fes fou saquejada més d'una vegada. Finalment l'alàwida Mawlay al-Rashid la va ocupar el 1666. Va morir el 1672 i el va succeir el seu germà Mawlay Ismail que va portar la capital a Meknes. Va morir el 1727 i altre cop van començar les disputes successòries. Fou saquejada alguna altra vegada.
- Kasbah Cherarda, segle XVII
- Sinagoga Ibn Danan, segle XVII

La situació es va estabilitzar amb Sayyid Muhammad (1757-1790) successor del seu pare Abd Allah. Al final del regnat de Mawlay Sulayman (1792-1824) hi va haver altre cop lluites. Mawlay al-Hasan (1873-1894) hi va fer importants obres. Fes va tornar a ser capital compartida amb Marràqueix bona part del segle xix i fins al començament del segle xx quan Mawlay Abd al-Aziz va iniciar una política de modernització que fou mal acceptada per la població. El 1903 fou assetjada pel pretendent Bu Hamara; quan Abd al-Aziz va abdicar el 1908 i a la ciutat fou proclamat l'idríssida Muhammad al-Kattani però no va poder impedir que el sultà proclamat a Marràqueix, Mawlay Abd al-Hafiz acabés triomfant i s'establís a la ciutat. El sultà fou amenaçat a la ciutat per les tribus amazigues de l'Atles mitjà i el 1911 va cridar als francesos. El general Molinier va acampar sota els seus murs. El 30 de març de 1912 es va signar a Fes el tractat de protectorat del Marroc per França, al palau de Bu Jlud. El 16/17 d'abril de 1912 les tropes marroquines es van revoltar i van matar alguns europeus. El general Lautey, primer resident general va quedar assetjat per les tribus amazigues revoltades però fou alliberada per la columna del coronel Gouraud (final de maig i primer de juny). El Palau de Bu Jlud va esdevenir seu de la residència general.

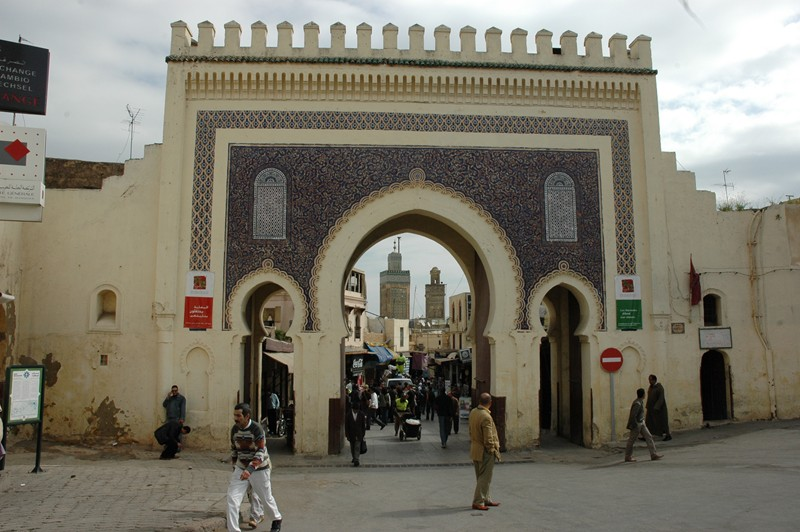
Bab Bou Jeloud, 1913

Fou centre de l'oposició al govern del protectorat contra l'organització de la justícia en país amazic (16 de maig de 1930). Crisis polítiques van esclatar el 1937 i 1944 i l'11 de gener de 1944 es va demanar la independència. Fes fou teatre de diverses manifestacions nacionalistes importants però el centre polític s'havia desplaçat cap a Casablanca i Rabat. Del 1953 al 1956, en els esdeveniments polítics que van portar a la independència, va tenir un paper de segon ordre. El 1952 tenia 179.400 habitants i estava dividida en els següents barris: Mdina, Fas al-Djadid amb el barri jueu de la Mellah, Vila Nova, i una Nova Fes creada el 1950 al nord-oest; al tomb de cadascun nombrosos barris obrers i residencials.